# Скачу за веселкою
«Скачу за веселкою» («Скачу за радугой») — радянський телефільм 1973 року, знятий режисером Германом Лупекіним на Ленінградському телебаченні.

## Сюжет
За повістю Юзефа Принцева. Про життя школярів у піонерському таборі. Хлопці із захопленням включилися у військово-піонерську гру, відновили партизанську землянку у лісі та створили музей.

## У ролях
- Марина Сергєєва — Оля Травіна
- Оля Миловидова — Ніна Покусаєва
- Володя Коврижкін — Васька Пахомов
- Саша Озеров — Генка Озеров
- Андрій Хлобистін — Сергій Коневалов
- Андрій Жевков — Шурик Орєшкін
- Митя Артьомов — Ігор Мачерет
- Валерій Нікітенко — Микола Іванович, директор табору
- Микола Харитонов — Дмитро Трохимович Поліванов, партизан
- Ольга Єлісєєва — Людмила Петрівна, піонерводжата
- Микола Іванов — Веніамін Кукушкін, піонервожатий
- Михайло Данилов — Аркадій Семенович, завгосп
- Ірина Терешенкова — Вікторія Степанівна, лікар
- Владик Требушевський — Славка Тяпунов
- Світлана Давидова — піонерводжата

## Знімальна група
- Режисер — Герман Лупекін
- Сценарист — Юзеф Принцев
- Оператор — Євген Уткін
- Художник — Валерій Лужков